# Pajusaari (ö i Norra Österbotten, Haapavesi-Siikalatva)
Pajusaari är en ö i Finland. Den ligger i sjön Mankilanjärvi och i kommunen Siikalatva i den ekonomiska regionen  Haapavesi-Siikalatva ekonomiska region  och landskapet Norra Österbotten, i den centrala delen av landet, 500 km norr om huvudstaden Helsingfors. Öns area är 0,7 hektar och dess största längd är 110 meter i nord-sydlig riktning.